# 少林足球
《少林足球》是一部於2001年上映的香港喜剧電影，由周星馳執導、李力持執行導演，周星馳和曾謹昌聯合編劇，李力持和田啟文策劃，程小東任動作導演。《少林足球》在全球上映的累计总票房约5000万美元，亦是第一部在歐洲大規模上映的周星馳電影。本片至今仍保持着華人電影在意大利的最高票房記錄：1,685,758歐元，也是於歐洲重播次數最多的周星馳電影。曾多次重播《少林足球》的歐洲國家包括德國、瑞士、奧地利、意大利、法國、匈牙利、西班牙等。本片參考了日本機械人動畫《疾風無敵銀堡壘》以及日本漫畫《足球小將》。本片在2005年，獲香港電影金像獎協會票選為「最佳華語片一百部」之一。

## 劇情
曾經效力於寰宇隊、有「黃金右腳」之稱的明星足球員明鋒，因一時貪念而聽從隊友強雄之言，在一場重要比賽的互射十二碼中刻意射失最後一球（此段劇情改編自1994年世界盃足球賽決賽意大利英雄巴乔失手）。結果導致寰宇隊以4—5輸給星輝隊，明鋒比賽結束後直接遭受闖入球場的一群憤怒球迷圍毆，當中一名由強雄安排的人用棍子打瘸他的右腿。名譽、顏面、信心盡失的明鋒就此結束足球生涯，甚至到銀行兌領時才發現自己收下的只是一張空頭支票，兩手空空又無處可去之下，僅能投靠強雄當打雜小弟。而強雄則自此事業一帆風順而稱霸足球界，徹底將明鋒踩在腳下。
二十年後，淪為落魄中年的明鋒於偶然間認識到以拾荒維生、性格樂天、對武術極度沉迷的少林弟子阿星，意外發現他驚人的少林大力金剛腿，憑他的專業眼光，認定阿星有足球天分。明鋒因此遊說星參加全國超級盃足球大賽，而阿星亦希望籍足球令世人認識少林武術，於是接受明鋒的邀請。為了增加球隊實力，並藉此機會令少林武功發揚光大，阿星跑去遊說一班當年曾在少林寺習武的師兄弟，包括大師兄鐵頭功、二師兄旋風地堂腿、三師兄金鐘罩鐵布衫、四師兄鬼影擒拿手、六師弟輕功水上飄共同參賽。
雖然以阿星為首的球隊正式組成，但所有人因落魄紅塵而荒廢武學且全無鬥志，僅是為了一百萬的獎金才勉強參加。在首場的友誼賽中面對以暴戾聞名的霸王隊，各人均被打至半死、遭對方羞辱一番。在千鈞一髮之際，阿星喚起所有人的潛在武功，在一瞬間各師兄弟重拾本身之絕技，更將之融入足球內發揮出驚人威力。最後更令大部分霸王隊隊員歸順，正式成為完整的「少林隊」。另外，阿星還遇上有「饅頭皇后」之稱的太極手阿梅，因為以太極功夫製成饅頭而對她十分敬佩並成為好友。雖然阿梅常常悉心照顧及暗戀阿星，但由於樣貌不好看而自卑，因此不敢向星表露愛意。
在超級盃中，少林隊最初因為球員行為及裝扮古怪而被其他球隊取笑，但比賽開始後他們成功將少林功夫融入足球之內，發揮驚人實力而最終打入決賽，面對明鋒宿敵強雄所帶領的「魔鬼隊」。比賽剛開始，魔鬼隊展現出碾壓少林隊的實力與氣勢，源於魔鬼隊全體以高科技訓練，甚至暗中注射體育禁藥，成為名副其實的「魔鬼」。少林隊只有挨打的份，被魔鬼隊以射球甚至身體痛擊至重傷，再加上球證、旁證等比賽相關人員幾乎都是強雄的人，令比賽瞬間變得不公平。隨著少林隊的隊員一個接一個被抬出場以及中途離場，使到該隊上場比賽的球員少於八個而面臨被判輸。
於最後關頭，阿梅突然出現，剃掉所有頭髮加入少林隊，上陣替補因傷退出的守門員。即使没有參賽經驗，但她的一招太極手加上阿星的金剛腿而成功打出完美配合扭轉局勢，奇跡令少林隊擊潰整個魔鬼隊，贏得全國超級盃的冠軍，也讓明鋒二十年來所失去的球壇榮耀得以重奪。而全員潰敗的魔鬼隊最終因被查出使用禁藥而被中國足球協會判處終身禁賽，強雄亦因而被判入獄五年。
少林隊的勝出令全國掀起一股習武風氣，而阿梅和阿星賽後正式成為一對情侶，再度勇奪保齡球賽冠軍，雙雙登上《時代週刊》的封面。

## 演員
| 演員                  | 角色   | 關係                                                                               |
| 周星馳                | 五師兄 | 阿星 大力金剛腿 少林隊前鋒 加盟少林隊前靠打零工維生，撿資源回收、擦地板等。        |
| 趙薇                  | 阿梅   | 太極拳高手 於饅頭店打工，後期自行離職 使用所學幫助餘7人應戰的少林隊全國超級盃勝出  |
| 吳孟達 蒲葉棟（青年） | 明鋒   | 少林隊總教練 球員生涯人稱「黃金右腳」，遭強雄坑害而中止球員生涯                    |
| 謝賢 張明明（青年）   | 強雄   | 魔鬼隊總教練 全國超級盃比賽的幕後黑手 在球員生涯時坑害明鋒，令他殘廢並中止球員生涯 |
| 黃一飛                | 大師兄 | 阿飛 鐵頭功 少林隊中場 加盟少林隊前在酒吧當清潔工                                  |
| 莫美林                | 二師兄 | 貓仔 旋風地堂腿 少林隊後衛 加盟少林隊前在酒樓後巷洗碗碟                            |
| 田啟文                | 三師兄 | 田雞 金鐘罩鐵布衫 少林隊後衛 加盟少林隊前任職股票經紀                              |
| 陳國坤                | 四師兄 | 小龍 鬼影擒拿手 少林隊守門員 加盟少林隊前是失業漢                                  |
| 林子聰                | 六師弟 | 肥仔聰 輕功水上飄 少林隊中場 加盟少林隊前任職超級市場並非常饞嘴                    |

### 客串
| 演員   | 角色           | 關係 |
| 谷德昭 | 山西豆腐隊球員 |      |
| 莫文蔚 | 玉面雙飛龍     |      |
| 張栢芝 | 玉面雙飛龍     |      |

### 其他演員
| 演員           | 角色                   | 關係                                                                     |
| 盧海鷹         | 混混幫，混混隊隊員     | 拿木棒敲阿星的頭的混混                                                   |
| 馬軍龍         | 混混幫，混混隊隊員     | 與阿星約架時吃阿星腳風的混混                                             |
| 姚旭（姚大秋） | 混混幫，混混隊隊員     | 與阿星約架時中了阿星一球後爬起來沒說完「我頂你個……」這句話就開始吐的混混 |
| 冼建榮         | 混混幫，混混隊隊員     | 打螳螂拳的混混                                                           |
| 林子善         | 混混幫，混混隊隊員     |                                                                          |
| 袁小龍         | 混混幫，混混隊隊員     | 模仿金剛腿並說出「我先係金剛腿」的混混                                   |
| 黃銘健         | 混混幫，混混隊隊員     | 拿凳子打阿飛且在與少林隊比賽結束後請求讓混混隊隊員加入少林隊的混混       |
| 馮勉恆         | 汽車維修員，混混隊隊長 |                                                                          |
| 何文輝         | 醬爆                   | 部份版本戲份遭刪減（唱歌）                                               |
| 楊能           | 豬肉佬                 | 部份版本戲份遭刪減（跳舞）                                               |
| 徐美娜         | 饅頭店老闆娘           |                                                                          |
| 謝志華         | 酒吧老闆               |                                                                          |
| 李健仁         | 美容店店主             |                                                                          |
| 李卉           | 靓女路人               |                                                                          |
| 釋子雲         | 魔鬼隊球員             | 魔鬼隊9號/隊長 魔鬼隊中鋒/主將                                           |
| 曹華           | 魔鬼隊球員             | 魔鬼隊21號 魔鬼隊守門員                                                  |
| 王恩傑         | 全國超級盃決賽球證     | 強雄的人                                                                 |
| 莫偉文         | 強雄之助手             |                                                                          |
| 孫子榮         | 強雄之助手             |                                                                          |

## 出品

### 中國大陸上映問題
《少林足球》由珠江电影公司和中国电影合拍公司协拍。根据规定，所有在中国内地放映或有内地电影机构参与制作的影片必须经国家电影局审查后才能公映，但该片在没有送国家电影局审查的情况下在香港公映，严重违反规定。电影局的处理决定包括：暂停《少林足球》主要制作方香港星辉公司、环宇公司在内地的各项电影业务；《少》片内地合拍方珠江电影制片公司因监管不力，被通报批评；停止引进《少》片到内地公映等。
根据香港导演王晶在其YouTube频道「王晶笑看江湖」中所述，由於「少林」是嵩山少林寺的註冊商標，其他人未經允許不能使用，但周星馳拒絕改用其他名稱，如「功夫足球」，也拒絕與少林寺方洽談，最終才導致《少林足球》無法在大陸上映。王晶表示：「相比缺少數以億計的收入，對於投資方面的不公平性，導致很大的問題。讓他無端端失去許多票房，本來可以在內地賺很多錢，結果幾乎變成虧損，在國內只能以某種盜版的形式讓大家看到，這樣做有點過分。」

### 境外其他地方首映日[15]

#### 2001年
- 马来西亚、 新加坡（7月12日）
- （8月9日）
- 臺灣（8月24日）

#### 2002年
- （5月17日）
- 日本（6月1日）
- 俄羅斯（6月27日）
- 法國（8月21日）
- 加拿大（9月8日）
- 比利时（10月9日）
- 瑞士（10月9日，法語版本）
- 冰島（10月23日）
- 挪威（11月19日）
- 菲律賓（12月4日）

#### 2003年
- 埃及（1月15日）
- 義大利（4月11日）
- 荷蘭（5月15日）

#### 2004年
- 土耳其（1月2日）
- 瑞士（2月21日，德語版本）
- 德国（3月11日）
- 奥地利（3月12日）
- 美国（11月10日，被限制小规模上映）
- 英国、 爱尔兰（11月12日）

#### 2005年
- 阿根廷（2月9日在電視台上映）
- 西班牙（6月3日）

#### 2006年
- 匈牙利（11月30日在電視台上映）

## 歌曲
男兒志－劉德華
踢出個未來－劉德華
唯我獨尊－趙薇

## 影響
此電影使周星馳得到了第21屆香港電影金像獎的最佳男主角、最佳導演及傑出青年導演（史上唯一主演导演同时获奖）。
在香港電影金像獎頒獎典禮中，林小明的夫人趙雪英以「公道自在人心」來譏諷當初不肯投資電影的向氏夫婦。但最後因為分帳問題，他與電影的出資人林小明鬧翻，更对媒体宣扬「周星驰一人独吞2400万的副产品利润」。香港終審法院作出判决：周星驰胜诉，而且为《少林足球》的合法版权所有者。
該片為周星馳唯一一次與謝賢和趙薇合作演出的電影，亦為吳孟達生前最後一次與周星馳合作演出的電影。
2006年世界盃塞爾維亞和蒙特內哥羅國家足球隊與象牙海岸國家足球隊的比賽前約半個小時，場地的大屏幕中播放了一段少林足球的電影片段。
少林足球的成功，日本電影公司開拍電影少林少女，並邀請周星馳擔任監製，電影於2008年上映。

### 多位配角成名
- 田啟文，花名田雞被廣泛認識。
- 陳國坤，相貌與已故影星李小龙相似。
- 林子聰，在中國與周星馳電影有相當多出演機會。

### 經典對白
- 「歡樂的時光總是過得特別快，又到時候講掰掰！」
- 「做人如果無夢想，同條鹹魚有咩分別呀？」（做人如果沒夢想，跟鹹魚有何分別？）
- 「大家唔使緊張，我本身係一個汽車維修員，呢個士巴拿係我用嚟上螺絲用，係好合理。」（大家不用緊張。我本身是一個汽車維修員，這個扳手是我上螺絲用的。很合理吧。）
- 「唔好咁啦你哋，我想踢波呀」（ 你們別這樣，我想踢球啊 ）
- 「幻覺嚟嘅啫，嚇我唔倒嘅」( 這都是幻覺，嚇不倒我的！—電影食神內第一次出現的對白，於少林足球內再次出現 )
- 「咩話？四十比零？」( 甚麼？四十比零？ )
- 「不要緊的，你只是人離開，精神永遠都會在這裡。」
- 「時間不多了！出絕招！」
- 「球證、旁證、足總、足委，全部都係我嘅人，點同我打呀？」（球證、旁證、加上主辦、協辦所有的單位全都是我的人。怎麼和我鬥？）
- 「你快點回去火星吧，地球是很危險的。」

## 獎項及提名
| 頒獎典禮                      | 獎項             | 名單                                               | 結果 |
| ----------------------------- | ---------------- | -------------------------------------------------- | ---- |
| 第38屆金馬獎                  | 最佳視覺效果     | 先濤數碼企畫有限公司                               | 獲獎 |
| 第38屆金馬獎                  | 最佳動作設計     | 程小東                                             | 提名 |
| 第38屆金馬獎                  | 最佳剪輯         | 奚傑偉                                             | 提名 |
| 第8屆香港電影評論學會大獎     | 最佳電影         | 不適用                                             | 獲獎 |
| 第8屆香港電影評論學會大獎     | 最佳導演         | 周星馳                                             | 提名 |
| 第8屆香港電影評論學會大獎     | 最佳男演員       | 黃一飛                                             | 提名 |
| 第8屆香港電影評論學會大獎     | 最佳女演員       | 趙薇                                               | 提名 |
| 第7屆香港電影金紫荊獎         | 最佳影片         | 不適用                                             | 獲獎 |
| 第7屆香港電影金紫荊獎         | 最佳導演         | 周星馳                                             | 獲獎 |
| 第7屆香港電影金紫荊獎         | 最佳男主角       | 周星馳                                             | 提名 |
| 第7屆香港電影金紫荊獎         | 最佳男配角       | 黃一飛                                             | 獲獎 |
| 第7屆香港電影金紫荊獎         | 最佳男配角       | 吳孟達                                             | 提名 |
| 第7屆香港電影金紫荊獎         | 十大華語片       | 不適用                                             | 獲獎 |
| 第21屆香港電影金像獎          | 最佳電影         | 不適用                                             | 獲獎 |
| 第21屆香港電影金像獎          | 最佳導演         | 周星馳                                             | 獲獎 |
| 第21屆香港電影金像獎          | 最佳男主角       | 周星馳                                             | 獲獎 |
| 第21屆香港電影金像獎          | 傑出青年導演     | 周星馳                                             | 獲獎 |
| 第21屆香港電影金像獎          | 最佳編劇         | 周星馳、曾謹昌                                     | 提名 |
| 第21屆香港電影金像獎          | 最佳男配角       | 黃一飛                                             | 獲獎 |
| 第21屆香港電影金像獎          | 最佳攝影         | 關柏煊、鄺庭和                                     | 提名 |
| 第21屆香港電影金像獎          | 最佳剪接         | 奚傑偉                                             | 提名 |
| 第21屆香港電影金像獎          | 最佳動作設計     | 程小東                                             | 提名 |
| 第21屆香港電影金像獎          | 最佳音響效果     | 曾景祥                                             | 獲獎 |
| 第21屆香港電影金像獎          | 最佳視覺效果     | 鍾志行、羅偉豪、杜啟榮、吳業宏                     | 獲獎 |
| 第21屆香港電影金像獎          | 最佳原創電影歌曲 | 《踢出個未來》 - 作曲：陳德建 - 填詞、主唱：劉德華 | 提名 |
| 第21屆香港電影金像獎          | 最佳原創音樂     | 黃英華                                             | 提名 |
| 第21屆香港電影金像獎          | 最佳服裝造型設計 | 蔡彥雯                                             | 提名 |
| 第2屆華語電影傳媒大獎（港台） | 最佳電影         | 不適用                                             | 提名 |
| 第2屆華語電影傳媒大獎（港台） | 最佳男演員       | 周星馳                                             | 提名 |
| 第2屆華語電影傳媒大獎（港台） | 最佳女演員       | 趙薇                                               | 提名 |
| 第45屆藍絲帶獎                | 最佳外語片       | 不適用                                             | 獲獎 |
| 香港特區十周年電影選舉        | 最佳電影         | 不適用                                             | 提名 |
| 香港特區十周年電影選舉        | 最佳男主角       | 周星馳                                             | 提名 |
| 香港特區十周年電影選舉        | 最具創意電影     | 不適用                                             | 獲獎 |

## 榮譽
- 2005年獲香港電影金像獎協會票選為「最佳華語電影一百部」第七十六名
- 2011年臺北金馬影展執行委員會主辦的「影史百大華語電影」獲選為第六十六名

## 外部連結
- 少林足球（英文）
- 香港影庫上《少林足球》的資料（繁體中文）
- Yahoo奇摩電影上《少林足球》的資料（繁體中文）
- 開眼電影網上《少林足球》的資料（繁體中文）
- 豆瓣电影上《少林足球》的資料 （简体中文）
- 时光网上《少林足球》的資料（简体中文）
- AllMovie上《少林足球》的资料（英文）
- 爛番茄上《少林足球》的資料（英文）
- 互联网电影数据库（IMDb）上《少林足球》的资料（英文）